# Lerums IS
Lerums IS (LIS) är ett svenskt idrottssällskap som sedan 1927 bedriver fotboll. Hemmaplanen är Aspevallen och ligger precis vid Aspens badplats i Lerum.
Säsongen 2012 spelade klubbens herrlag i lagliga. Framstående profiler är bland annat Henrik "Foppa" Forsberg och Fredrik "Jackan" Mellberg.
Klubben går även under förkortningen LIS.
LIS damlag spelar i division 3 och har profiler som Ulrika Sahlegård, Lina Lomberg, Cecilia Thörngren samt Linda Davidsson.
Lerums IS driver även en stor och framgångsrik ungdomssektion, där man år 2006 passerade över 1000 medlemmar i föreningen. I och med detta är LIS en av de största fotbollsklubbarna i Göteborgstrakten.